# Amityville II: The Possession
Amityville II: The Possession is een horrorfilm uit 1982, geregisseerd door Damiano Damiani. Het scenario van Tommy Lee Wallace is gebaseerd op de roman Murder in Amityville van de parapsycholoog Hans Holzer. Het is een losse prequel van The Amityville Horror (1979), gevestigd op 112 Ocean Avenue en met de fictieve familie Montelli losjes gebaseerd op de DeFeo-familie. De cast bevat onder meer de Academy Award-genomineerde Burt Young, die destijds bekend was van Rocky. Deze film bevat een van Youngs zeldzame donkere rollen, hij speelt een beledigende en sadistische vader / echtgenoot. Een remake The Amityville Murders werd uitgebracht in 2018.

## Verhaal
Anthony en Dolores Montelli betrekken met hun kinderen Sonny, Patricia, Mark en Janice een nieuw huis. In de kelder hiervan blijkt zich een tunnel te bevinden. Na een aantal onverklaarbare gebeurtenissen, haalt Dolores priester Frank Adamsky erbij. Anthony stuurt hem weg, waarna de situatie van kwaad tot erger wordt.

## Rolverdeling
| Acteur          | Personage             |
| --------------- | --------------------- |
| James Olson     | Father Frank Adamsky  |
| Burt Young      | Anthony Montelli      |
| Rutanya Alda    | Dolores Montelli      |
| Jack Magner     | Sonny Montelli        |
| Diane Franklin  | Patricia Montelli     |
| Brent Katz      | Mark Montelli         |
| Erika Katz      | Janice "Jan" Montelli |
| Andrew Prine    | Father Tom            |
| Leonardo Cimino | Chancellor            |
| Moses Gunn      | Detective Turner      |
| Ted Ross        | Mr. Booth             |
| Petra Lea       | Mrs. Greer            |
| Martin Donegan  | Detective Cortez      |